# Frères Grohé
Les frères Grohé, Guillaume (8 février 1808 à Wintersheim - 1885 à Neuilly-sur-Seine) et Jean-Michel (1804 à Wintersheim - après 1861), sont deux ébénistes actifs à Paris entre 1827 et 1884.

## Biographie

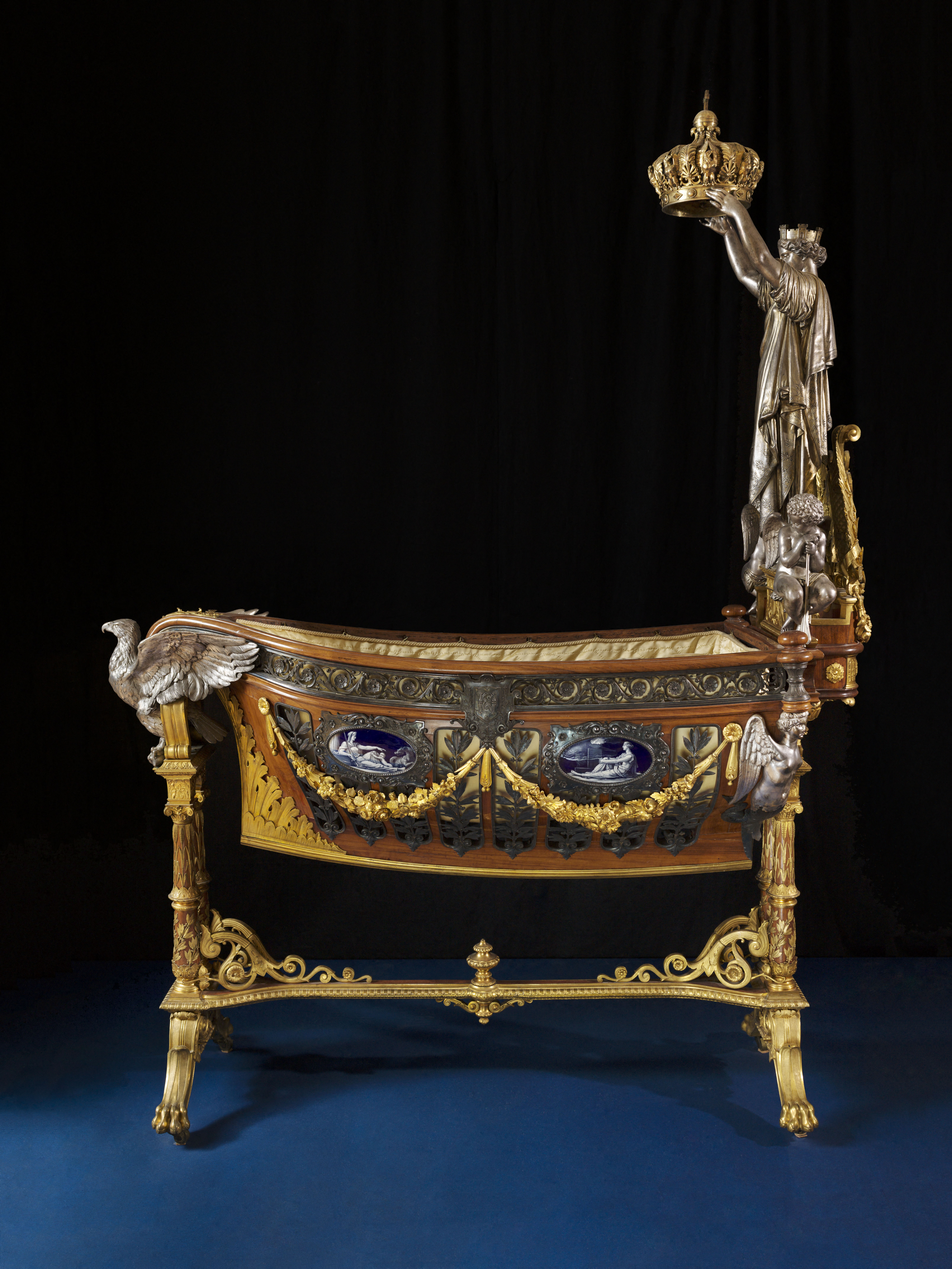
Berceau du Prince Impérial Louis-Napoléon réalisé en collaboration avec Victor Baltard.

Les frères Grohé, d'origine allemande et issus d'une famille de cultivateurs du Grand-duché de Hesse, s'installent à Paris en 1827. Ils ouvrent en 1829 un commerce de fabrication et de vente de meubles et d'objets d'art. Ils se font remarquer à l'occasion de l'exposition de l'industrie française de 1834. Installés rue de Grenelle, ils emménagent au 30 rue de Varenne en 1841, puis au 88 en 1855, et enfin au 7 avenue de Villars de 1861. En 1847, ils fondent la maison Grohé Frères, avec Guillaume à sa tête, qui reste active jusqu'en 1884. Jean-Michel, le plus âgé se retire en 1861, son frère continue de diriger l'entreprise. Sans descendant, il vend aux enchères le fond de son atelier parisien en 1884 et se retire à Neuilly-sur-Seine.
Ils sont fournisseurs officiels de plusieurs cours d'Europe : Louis-Philippe Ier, Napoléon III pour la cour de France, Victoria pour le Royaume-Uni notamment. Ils ammeublent les petits appartements du château de Chantilly pour Henri d'Orléans (1822-1897), duc d'Aumale, entre 1844 et 1846.
Ils se spécialisent dans la réalisation de meubles inspirés de styles historiques. Leurs meubles sont estampillés « GROHE/A PARIS »

## Œuvres conservées dans des musées et collections publiques

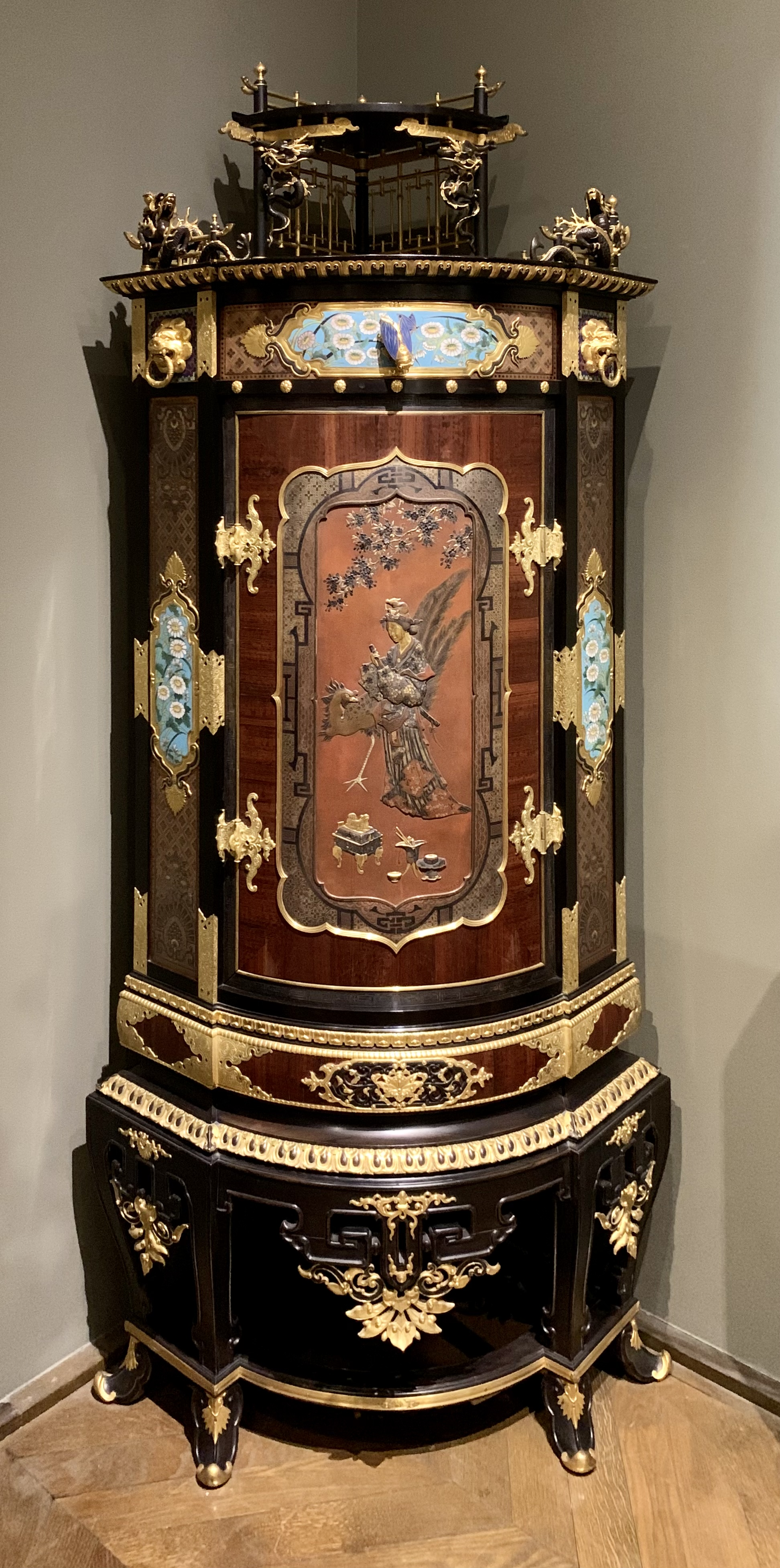
Meuble d'encoignure, musée des arts décoratifs de Paris.

- Commode-secrétaire, 1839, musée du Louvre[3]
- Guéridon en amboine et bronze, vers 1840, château de Fontainebleau[4]
- Vitrine, 1844, acheté par le Prince consort Albert, collections royales, Château de Windsor[5]
- Table de milieu et armoire-bahut en palissandre et ébène, armoire à plaques de porcelaine de Sèvres, table à écrire en bois de rose, grand bureau à cylindre pour les petits appartements du château de Chantilly, 1844-1846, musée Condé, Chantilly[2]
- Deux armoires-bahuts en palissandre et ébène, à plaques d'émail de Sèvres, pour l'hôtel Matignon-Galliera à Paris, et aujourd'hui à Gênes, Musei di Strada Nuova, Palazzo Rosso
- Piano en marqueterie de bois de rose, 1847, musée Condé, Chantilly[2]
- Berceau du Prince Impérial Louis-Napoléon offert par la ville de Paris, 1856, en collaboration avec l'orfèvre Émile Froment-Meurice, musée Carnavalet, Paris[6]
- Meuble d'encoignure, 1878, musée des arts décoratifs de Paris[7]
- Mobilier de style renaissance de la chambre de marbre du château de Chantilly, 1880[2]
- Commode conservée au Musée Masséna à Nice

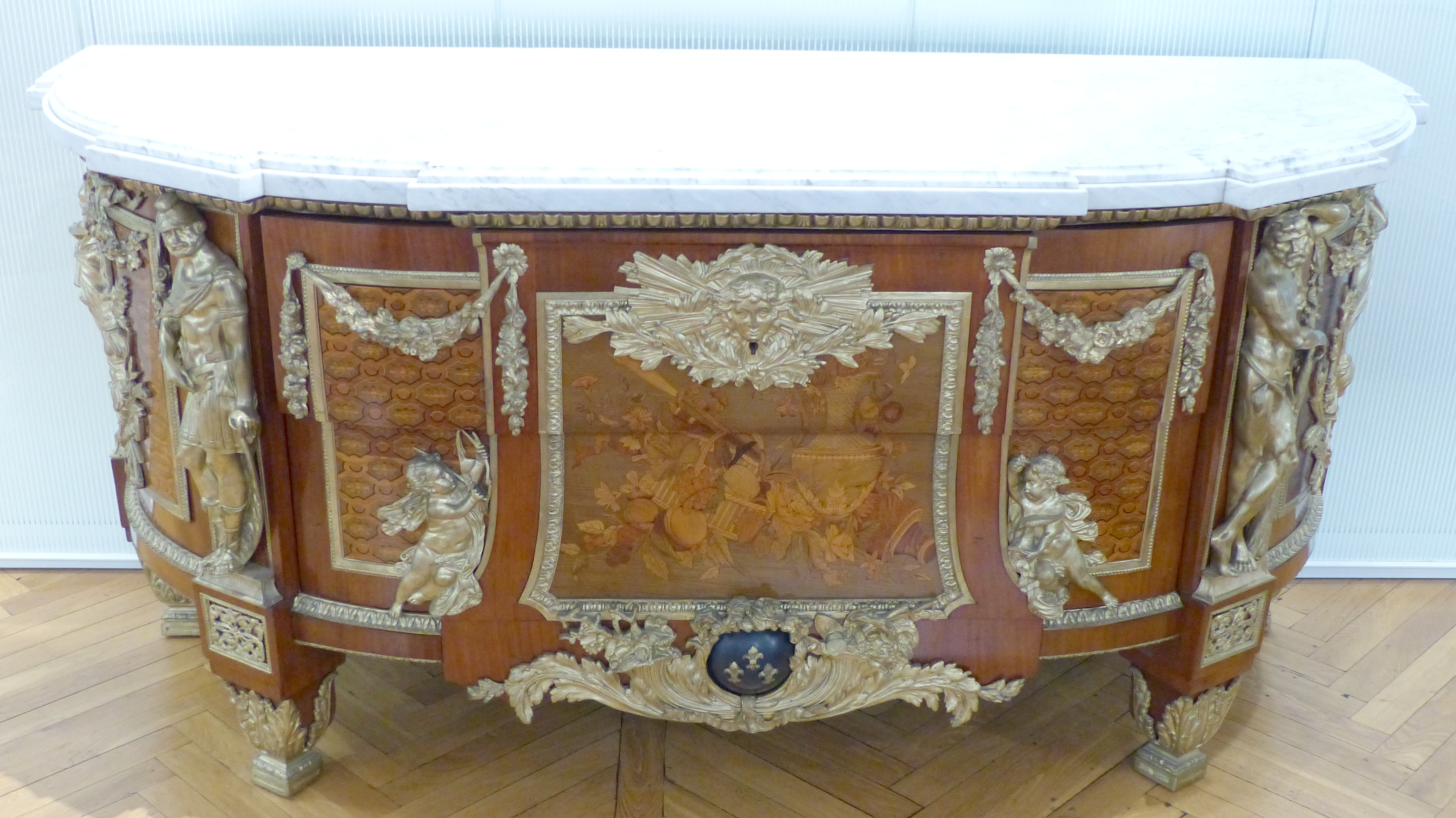
Commode de Guillaume Grohé au musée Masséna à Nice